# Галкин, Константин Северьянович
Константи́н Северья́нович Га́лкин (род. 28 мая 1961, Горький) — российский футбольный и мини-футбольный тренер.

## Биография
Воспитанник нижегородского футбола. Окончил институт физкультуры имени Лесгафта. Имеет тренерскую лицензию категории «PRO».
В качестве футболиста непродолжительное время выступал за якутский «Автомобилист» в первенстве РСФСР среди КФК. В первой половине 90-х работал директором якутского «Динамо». Затем в течение шести лет тренировал мини-футбольный клуб «Заря» (Якутск), выступавший в первой лиге чемпионата России.
С 2003 года — в большом футболе. Тренировал команды второго дивизиона, две из которых выводил в первый (ФНЛ) — «Газовик» (2010) и «Тюмень» (2013/14). Трижды (2007, 2010 и 2013/14) признавался лучшим тренером сезона в ПФЛ (зона «Урал-Поволжье»). С «Челябинском» в 2007 году и ульяновской «Волгой» в сезоне 2012/13 занимал 3-е место. С «Алнасом» занимал 4-е место (2006). В 2009 году выводил «Челябинск», а в сезоне-2013/14 «Тюмень» в 1/8 финала Кубка России.
Работал в тренерском штабе Дмитрия Черышева в команде российской премьер-лиги «Волга» (Нижний Новгород).

### Инцидент с увольнением из «Тюмени»
В феврале 2016 года в интервью сайту «Матч-ТВ» бывший игрок «Тюмени» Олег Самсонов утверждал, что матч «Анжи» — «Тюмень», состоявшийся 10 мая 2015 года в рамках Первенства ФНЛ, мог носить договорной характер, намекая на то, что вратарь «Тюмени» Ренат Соколов специально пропустил один из мячей, прыгнув в другую сторону, при этом отметил странные на его взгляд слова главного тренера «Тюмени». После этого тренер командой уже не руководил, отправившись в соответствии с решением президента ФК «Тюмень» Александра Попова на больничный, а Соколов больше не сыграл на уровне ФНЛ ни одного матча. Президент ФНЛ Игорь Ефремов ничего странного в этом матче не увидел. Ситуация вокруг данного матча, по официальным заверениям, должна была рассматриваться на общем собрании Лиги 21 февраля 2016 года.
В августе 2019 года с «Тюмени», выступающей в Первенстве ПФЛ, решением КДК было снято 6 очков за непогашение долгов перед рядом бывших её игроков. Руководством ФК «Тюмень» было заявлено, что документы о премировании игроков были подписаны лично Галкиным в то время, когда он был главным тренером команды.

### Продолжение карьеры
После ухода из Тюмени возглавлял клубы ПФЛ «Носту» и «Олимпиец».
В 2017 году являлся главным тренером команды высшей грузинской лиги «Колхети» из Поти.
С июля 2018 года по октябрь 2019 года работал в тренерском штабе Дмитрия Черышева в «Нижнем Новгороде».
С февраля 2021 по июнь 2022 года — в тренерском штабе «Носты».
В конце июня 2022 года возглавил команду Второй лиги «Машук-КМВ». 7 сентября покинул клуб. Под его руководством команда провела 8 матчей: 3 ничьи, 5 поражений.
В 2022—2023 годах работал в тренерском штабе Черышева в андоррской «Санта-Коломе». В январе 2024 года вошёл в тренерский штаб «Шинника», который возглавил Черышев.